# Mabscott
Mabscott är en ort i Raleigh County i West Virginia i USA. Vid 2010 års folkräkning hade Mabscott 1 408 invånare.